# Sowerby Bridge
Sowerby Bridge ist eine Kleinstadt im Metropolitan Borough Calderdale der englischen Grafschaft West Yorkshire. Laut Volkszählung besaß Sowerby Bridge im Jahre 2001 insgesamt 9.948 Einwohner.

## Geographie
Sowerby Bridge befindet sich etwa 15 km westlich von Bradford, 15 km nordwestlich von Huddersfield, 25 km nordöstlich von Rochdale, 30 km östlich von Burnley und 40 km nordöstlich von Manchester. 

## Wirtschaft und Infrastruktur

### Verkehr
Sowerby Bridge befindet sich an der A-Straße A58, etwa 8 km vom M62 entfernt. Von hier führen der Calder-Hebble-Kanal nach Wakefield und der Rochdale-Kanal nach Manchester, beide dienen vorwiegend der Freizeitschifffahrt. Die Stadt ist zudem an das Bahnnetz angeschlossen: Auf der Calder Valley Line fahren Züge nach Halifax, Bradford und Leeds im Osten sowie nach Burnley, Rochdale und Manchester im Westen.

## Persönlichkeiten
- Frederick Walton (1834–1928), Unternehmer und Erfinder des Linoleums sowie des Linkrusta
- Arthur Southern (1883–1940), Turner